# İsmail Küçükkaya
İsmail Küçükkaya (Kütahya, 20 de gener de 1970) és un periodista i presentador de notícies turc, conegut per les seves opinions socialdemòcrates i d'esquerres. İsmail Küçükkaya va completar la seva formació universitària a la Universitat Ankara Gazi, Departament de Periodisme i es va graduar allà el 1993. İsmail Küçükkaya va començar la seva carrera l'any 1990 quan tenia vint anys com a columnista i editor del diari Hürriyet. İsmail Küçükkaya va treballar com a periodista, cap i editor en diversos diaris nacionals turcs entre 1990 i 2007.
İsmail Küçükkaya es va traslladar a la televisió SKY TURK l'any 2007 i va preparar i presentar programes sobre la política turca i la història de la República Turca durant un any. İsmail Küçükkaya es va traslladar al diari Akşam quan tenia trenta-vuit anys el 2008 i hi va treballar com a director general i editor fins al 2013. L'agost de 2013, després que la presentadora de notícies de tarda del FOX TV, Nazlı Tolga, es casés i s'instal·lés a l'estranger, Fatih Portakal, el presentador del telenotícies del matí, va ser traslladada al notícies de tarda del FOX TV. Aleshores, İsmail Küçükkaya va estar d'acord amb Doğan Şentürk, el cap de notícies del FOX TV, i a partir del 2 de setembre de 2013, İsmail Küçükkaya va començar a presentar les notícies del matí a FOX TV, presentades anteriorment per Fatih Portakal. İsmail Küçükkaya preparat i presentat regularment les notícies del mati de FOX TV des del 2 de setembre de 2013. A més del periodisme, İsmail Küçükkaya també realitza investigacions sobre la història de la República Turca i la política turca moderna. İsmail Küçükkaya s'ha divorciat recentment d'Eda Demirci, amb qui es va casar el 2017. İsmail Küçükkaya prepara i presenta les notícies matinals de HALK TV a partir de setembre de 2022.

## Programes de televisió presentats
- İsmail Küçükkaya ile Çalar Saat (FOX TV-des del 2 de setembre de 2013)
- İsmail Küçükkaya ile Sabah Haberleri (HALK TV - des del setembre de 2022)